# Regensburger Tor (Abensberg)

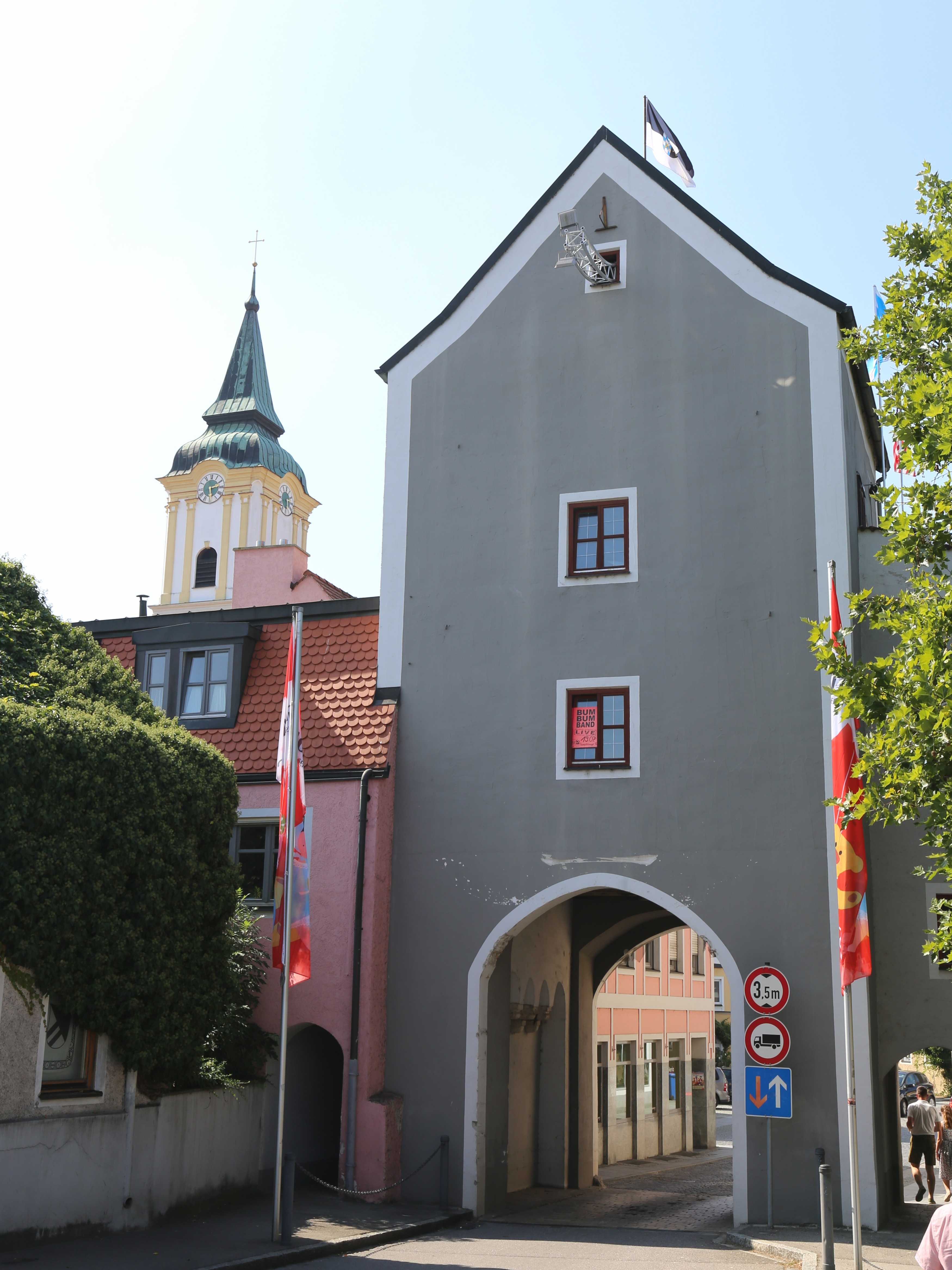
Regensburger Tor in Abensberg (Feldseite)

Das Regensburger Tor in Abensberg,  einer Stadt im niederbayerischen Landkreis Kelheim, wird erstmals im Jahr 1399 genannt. Das östliche Stadttor mit der Adresse Weinbergerstraße 14a ist ein geschütztes Baudenkmal. 

## Geschichte
Das Regensburger Tor ist das einzige erhaltene von drei Stadttoren der Stadtbefestigung Abensberg. Das Abenstor im Süden, benannt nach dem Fluss Abens, und das Aunkofener Tor im Westen wurden abgerissen. Am dreigeschossigen Torturm wurde, wie bei den anderen Stadttoren auch, Pflasterzoll erhoben. An beiden Seiten des Regensburger Tores wurden, um 1960 und in den 1980er Jahren, Fußgängerdurchgänge geschaffen. 